# 시어비디오
시어비디오(SheerVideo)는 캡처, 편집, 재생, 전문가 수준의 무손실 영상 포맷 압축이 가능한, BitJazz Inc.가 개발한 사유 무손실 영상 코덱이다.

## 지원 사양
- Sheer RGB[A] 10bf i|p
- Sheer RGB[A] 8bf i|p
- Sheer Y'CbCr[A] 10bv 4:4:4[:4] i|p
- Sheer Y'CbCr[A] 8bv 4:4:4[:4] i|p
- Sheer Y'CbCr[A] 10bv 4:2:2[:4] i|p
- Sheer Y'CbCr[A] 8bv 4:2:2[:4] i|p